# 晩田山31号墳
晩田山31号墳（ばんだやまさんじゅういちごうふん）は、鳥取県米子市淀江町福岡にある古墳。形状は方墳。晩田山古墳群を構成する古墳の1つ。国の史跡に指定されている（史跡「妻木晩田遺跡」のうち）。

## 概要
鳥取県西部、淀江平野東部の晩田山の南斜面上（標高約50メートル）に築造された古墳である。墳丘・石室とも大きく破壊されているほか、1978年（昭和53年）に発掘調査が実施されている。
墳形は方形で、一辺18メートル（または一辺約22メートル・高さ約6メートル）を測り、墳丘裾部には外護列石が巡らされる。埋葬施設は石棺式石室で、南南東方向に開口する。玄室前壁の刳抜玄門の一部が残存しており、閉塞石には舟形のレリーフが施される。副葬品としては、石室の羨道部から耳環・鉄鏃・鉸具・須恵器が出土している。
築造時期は、古墳時代終末期の7世紀前半頃と推定される。石棺式石室は出雲地方東部を中心に分布する石室構造であり、その影響を受けて淀江平野で築造された古墳として注目される。

## 遺跡歴
- 1978年（昭和53年）、広域農道（現在の県道329号）建設に伴う発掘調査（淀江町教育委員会）[1][2]。
- 1999年（平成11年）12月22日、妻木晩田遺跡が国の史跡に指定。

## 埋葬施設

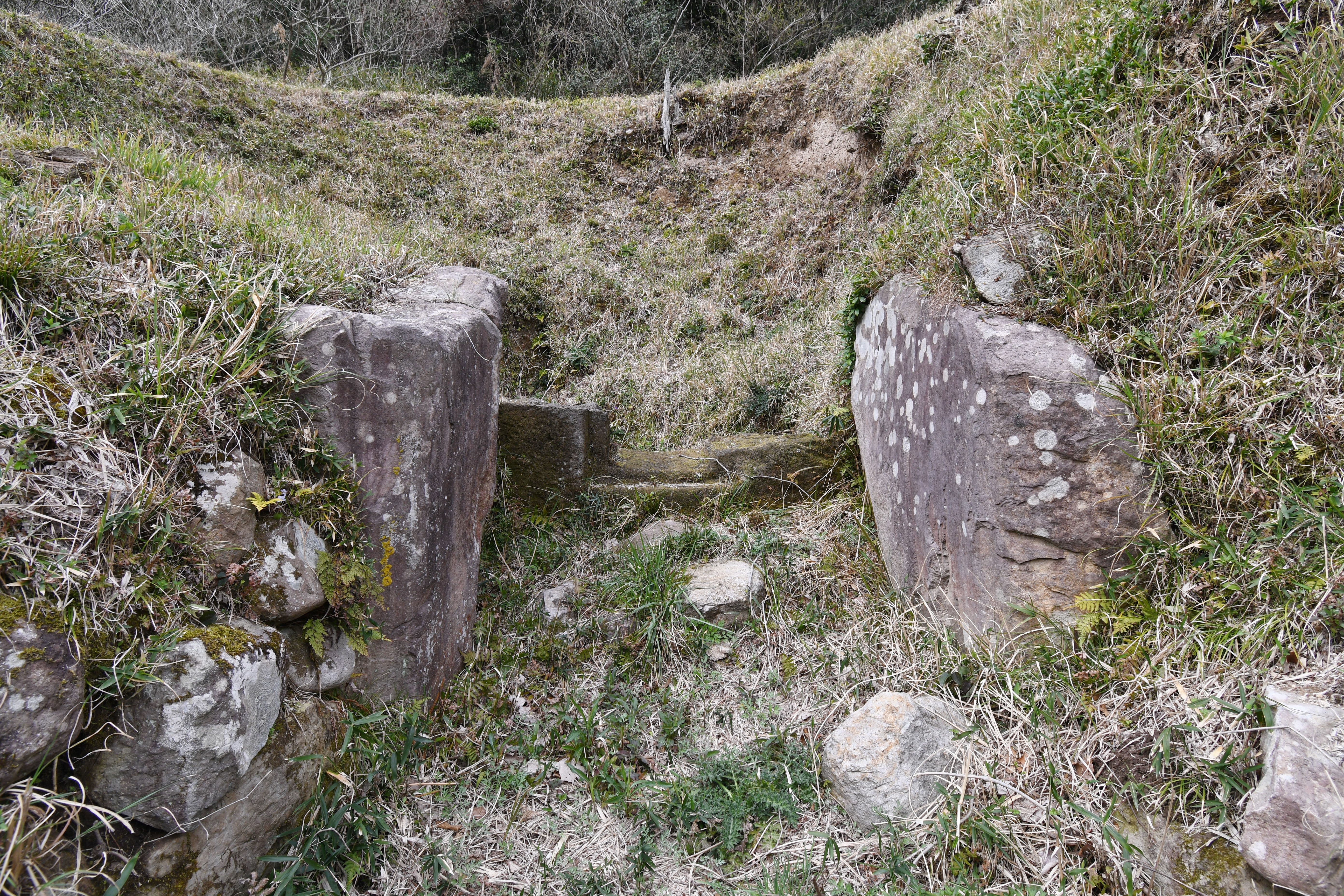
石室羨道から玄室方向、中央に刳抜玄門残存部。

埋葬施設としては石棺式石室が構築され、南南東方向に開口する。石室の規模として、玄室は幅推定約2.4メートル、羨道は幅約1.9メートルを測る。
石室の石材は、大山起源の角閃石安山岩。玄室は各壁が一枚石で構成されたとみられるが、現在は大半が失われている。玄室前壁は床石上にのり、中央下部を長方形に刳り抜いており（刳抜玄門）、現在はその下半が残存する。残存する閉塞石には、舟形陽刻が施される。
石室内では、羨道から金環1・鉄鏃1・鉸具1・須恵器（坏蓋19・坏身18・高坏4・甕1・提瓶1・平瓶4）が出土している。

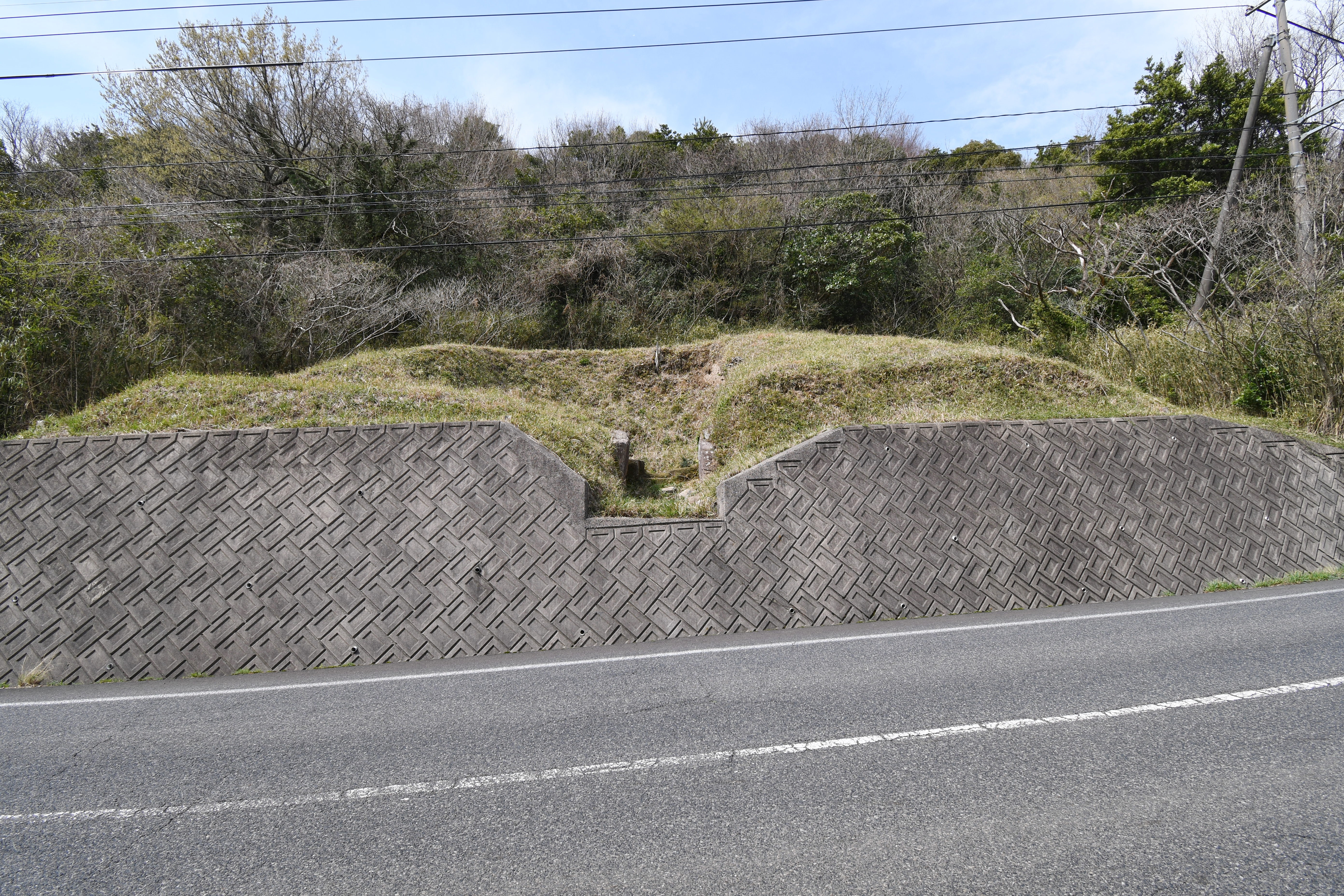
墳丘・石室開口部
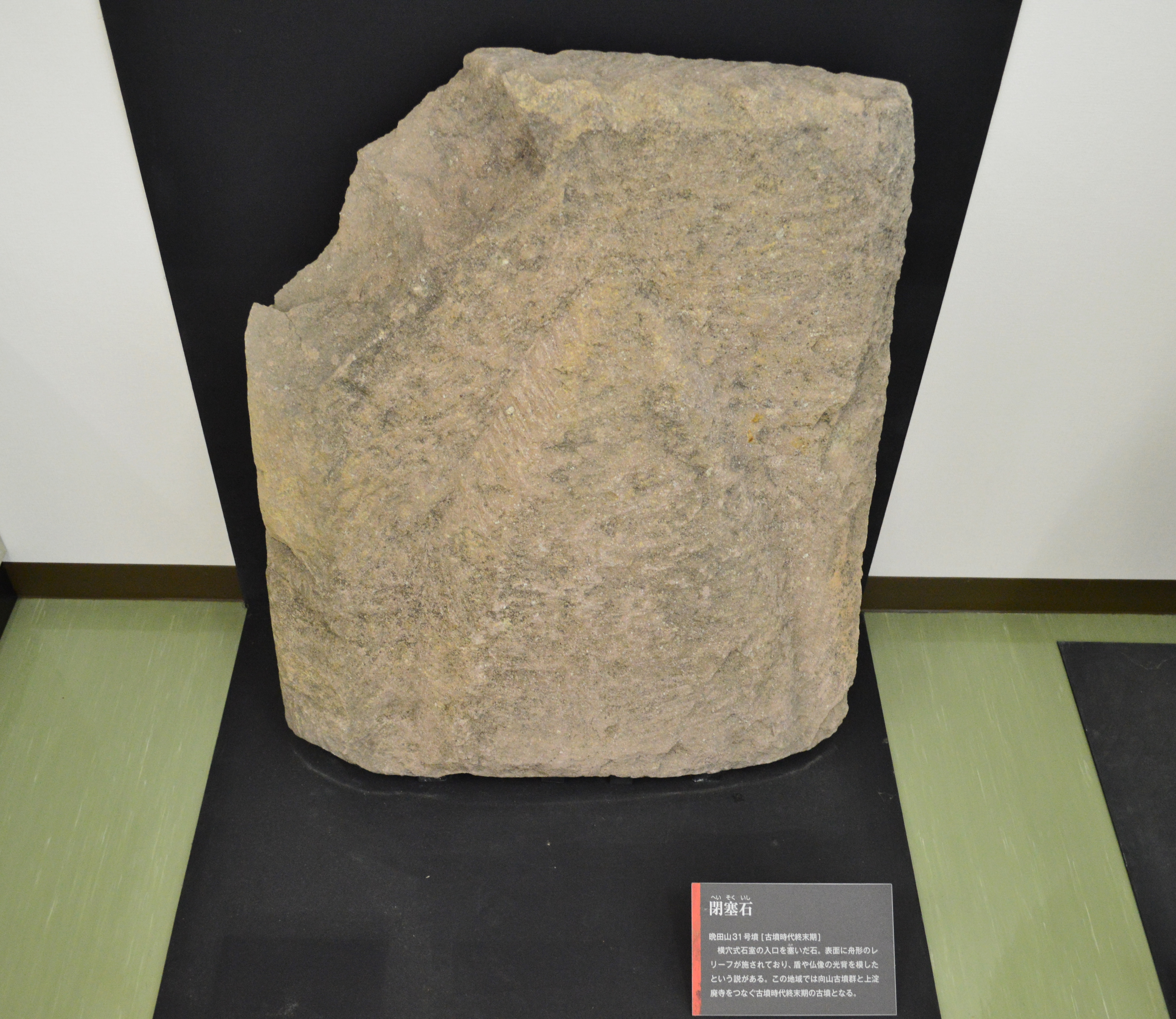
閉塞石 上淀白鳳の丘展示館展示。
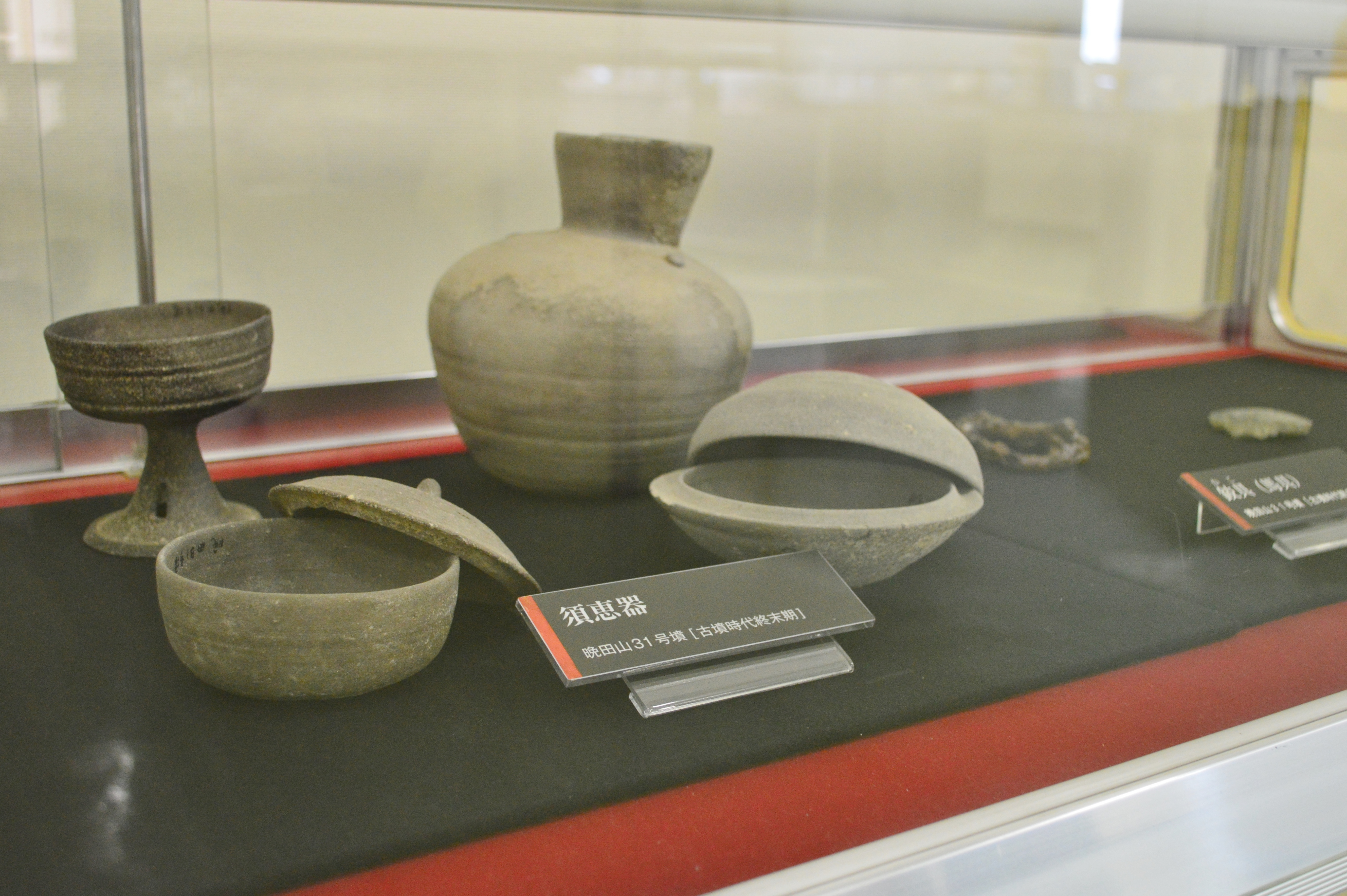
出土品 上淀白鳳の丘展示館展示。

## 関連施設
- 上淀白鳳の丘展示館（米子市淀江町福岡） - 晩田山31号墳の出土品を展示。

## 関連文献
（記事執筆に使用していない関連文献）
- 『晩田31号墳 -鳥取県淀江町終末期古墳報告-』淀江中央公民館歴史教室〈淀江町内歴史散歩その三〉、1984年。
- 『石棺式石室の研究 -出雲地方を中心とする切石造り横穴式石室の検討-』出雲考古学研究会〈古代の出雲を考える6〉、1987年。